# Boris Wełczew
Boris Władimirow Wełczew (bułg. Борис Велчев, ur. 26 kwietnia 1962 w Sofii) – bułgarski prawnik i pedagog, profesor prawa karnego na Uniwersytecie im. Klemensa z Ohrydy, były szef doradców prawnych prezydenta Georgi Pyrwanowa (2002-2005), od lutego 2006 roku prokurator generalny Bułgarii.
Jest absolwentem Wydziału Prawa Uniwersytetu im. Klemensa z Ohrydy w Sofii (1987). Po ukończeniu studiów przez dwa lata (1988–1990) pracował jako doradca w Departamencie Prawnym Rady Ministrów. W 1990 roku powrócił na macierzystą uczelnię i rozpoczął karierę naukową. Wykładał również na Uniwersytecie im. Cyryla i Metodego w Weliko Tyrnowo.
W 2001 roku został konsultantem Działu Legislacyjnego Zgromadzenia Narodowego, a rok później – szefem doradców prawnych prezydenta Bułgarii Georgi Pyrwanowa.
23 lutego 2006 roku zastąpił Nikołę Fiłczewa na stanowisku prokuratora generalnego.
Wybór Wełczewa wywołał niezadowolenie w szeregach opozycji. Związek Sił Demokratycznych i Demokraci na rzecz Silnej Bułgarii zarzucili partiom rządzącym, że kilka dni przed ogłoszeniem nazwiska nowego prokuratora generalnego, publicznie poparły kandydaturę Wełczewa, czym mogły wpłynąć na decyzję Najwyższej Rady Sądowej. Ponadto z ostrą krytyką spotkała się współpraca Wełczewa z Pyrwanowem. Lider ZSD Petyr Stojanow stwierdził, że fakt, iż niezależny prokurator generalny był wcześniej zatrudniony w kancelarii prezydenta poważnie wpływa na "niezawisłość wymiaru sprawiedliwości w Bułgarii".
W wywiadzie udzielonym w grudniu 2006 roku Wełczew do swoich najważniejszych zadań zaliczył przystosowanie bułgarskiego wymiaru sprawiedliwości do wymagań europejskich.